# 1626 en musique classique
| \| • Retour à la chronologie générale de la musique classique • \| |
| Grèce • Rome • Haut Moyen Âge • VIIIe siècle • IXe siècle • Xe siècle • XIe siècle XIIe siècle • XIIIe siècle • XIVe siècle • XVe siècle • XVIe siècle • XVIIe siècle XVIIIe siècle • XIXe siècle • XXe siècle • XXIe siècle |
| • Retour à la chronologie générale de la musique classique • |

| Années en musique classique : 1623 - 1624 - 1625 - 1626 - 1627 - 1628 - 1629    |
| Décennies en musique classique : 1590 - 1600 - 1610 - 1620 - 1630 - 1640 - 1650 |

## Événements
- Création de la formation Les Vingt-quatre Violons du Roi.
- Facultad Organica de Francisco Correa de Arauxo.
- Magnificat ou Cantique de la Vierge de Jehan Titelouze.

## Naissances

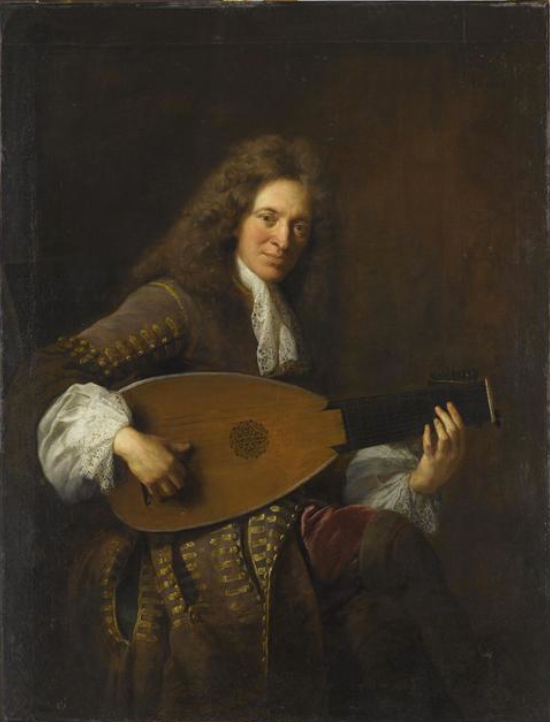
Charles Mouton

- 30 mars : Atto Melani, chanteur d'opéra castrat italien, également diplomate, espion et écrivain († 4 janvier 1714).
- 4 avril : Giuseppe Peranda, musicien, chanteur et compositeur italien († 12 janvier 1675).
- 12 avril : Paul Hainlein, compositeur et facteur d'instruments allemand († 6 août 1686).
- 13 juin : Andrea Guarneri, luthier italien († 7 décembre 1698).
- 12 août : Giovanni Legrenzi, compositeur italien († 27 mai 1690).

Vers 1626 :
- Louis Couperin, compositeur français († 29 août 1661).
- Charles Mouton, luthiste français († vers 1699).

## Décès
- janvier : James Harding, flûtiste et compositeur anglais (fl. après 1575).
- 20 février : John Dowland, compositeur et luthiste britannique (° 1563).
- 17 mai : Joan Pau Pujol, compositeur et organiste espagnol (° 18 juin 1570).

Avant 1626 :
- Francesco Rognoni Taeggio, violoniste et compositeur italien (° dans la seconde moitié du XVIe siècle).

Date indéterminée :
- Giovanni Coperario, compositeur, violiste et luthiste anglais (° vers 1570).